# Jacques Duchesne-Guillemin
Jacques Duchesne-Guillemin (Jupille-sur-Meuse, 21 aprile 1910 – Liegi, 8 febbraio 2012) è stato uno storico delle religioni e orientalista belga.

## Biografia
Dopo aver studiato linguistica all'Università Cattolica di Lovanio, laureandosi nel 1931 con una tesi sulla Linguistica comparativa, si è poi perfezionato presso la Università Sorbona di Parigi, dove nel 1933 ha conseguito l'attestato di perfezionamento in Studi indiani, conseguendo, successivamente, i diplomi all'Intistut Catholique di Parigi nel 1936 (diploma in Lingua armena), alla École pratique des hautes études di Parigi nel 1937 e all'Institut Linguistique  di Parigi nel 1937.
Dal 1938, Duchesne-Guillemin ha ricoperto il ruolo di chargé de cours presso l'Università di Liegi, divenendo professore in Studi indo-iranici nel 1943.
Successivamente è stato visiting professor presso l'Università di Londra (1950-1957), la Columbia University (1958-1959), l'Università di Chicago (1962) e la University of California (1967 e 1975).
Dal 1973, Duchesne-Guillemin è curatore della serie di pubblicazioni scientifiche Acta Iranica.
L'Università di Teheran gli ha conferito, nel 1975, la laurea honoris causa.
Jacques Duchesne-Guillemin è stato il marito della musicologa Marcelle Duchesne-Guillemin (1907-1997).